# EVV Eindhoven in het seizoen 1972/73
Het seizoen 1972/1973 was het 19e jaar in het bestaan van de Eindhovense betaaldvoetbalclub Eindhoven. De club kwam uit in de Eerste divisie en eindigde daarin op de 11e plaats. Tevens deed de club mee aan het toernooi om de KNVB Beker, hierin werd in de eerste ronde verloren van Elinkwijk (0–3).

## Wedstrijdstatistieken

### Eerste divisie
|       | SC Cambuur | FC Dordrecht | Fortuna | Fortuna SC | De Graafschap | Heerenveen | Helmond Sport | Heracles | HVC   | PEC Zwolle | Roda JC | SVV   | Veendam | Vitesse | Volendam | De Volewijckers | FC VVV | Wageningen | Willem II |
| ----- | ---------- | ------------ | ------- | ---------- | ------------- | ---------- | ------------- | -------- | ----- | ---------- | ------- | ----- | ------- | ------- | -------- | --------------- | ------ | ---------- | --------- |
| Thuis | 1 – 1      | 3 – 1        | 2 – 0   | 3 – 2      | 1 – 1         | 0 – 1      | 1 – 1         | 3 – 0    | 2 – 2 | 1 – 2      | 0 – 1   | 1 – 0 | 2 – 0   | 2 – 3   | 2 – 0    | 4 – 0           | 1 – 0  | 3 – 0      | 2 – 1     |
| Uit   | 3 – 0      | 2 – 3        | 1 – 1   | 2 – 4      | 2 – 0         | 1 – 0      | 2 – 1         | 0 – 1    | 1 – 0 | 0 – 0      | 1 – 1   | 0 – 0 | 2 – 0   | 1 – 0   | 4 – 0    | 0 – 0           | 1 – 0  | 2 – 1      | 4 – 2     |

### KNVB Beker
| 1e ronde                                             | Elinkwijk                                                        | 3 – 0 (2 – 0) | Eindhoven |
| 29 oktober 1972 Plaats: Utrecht Amsterdamsestraatweg | Harry van den Ham 10' Wessel van den Bosch 19' Frits Brouwer 78' |               |           |

## Statistieken Eindhoven 1972/1973

### Eindstand Eindhoven in de Nederlandse Eerste divisie 1972 / 1973
| Stand | Gespeeld | Gewonnen | Gelijk | Verloren | Punten | Doelpunten voor | Doelpunten tegen |
| ----- | -------- | -------- | ------ | -------- | ------ | --------------- | ---------------- |
| 11e   | 38       | 14       | 9      | 15       | 37     | 48              | 45               |

### Topscorers
| #      | Naam                | Goal |
| ------ | ------------------- | ---- |
| 1.     | Gerard Weber        | 10   |
| 2.     | Jan Brans           | 8    |
| 3.     | Jacques von Ranzow  | 7    |
| 4.     | Jan Franse          | 5    |
| 4.     | Willy Senders       | 5    |
| 6.     | Henk Bloemers       | 3    |
| 6.     | Frans Guns          | 3    |
| 8.     | Jacques van der Pas | 2    |
| 8.     | Jan van Renswouw    | 2    |
| 10.    | Huub Posthuma       | 1    |
| 10.    | Hendrik Schalks     | 1    |
| 10.    | Jo Theunissen       | 1    |
| Totaal | Totaal              | 48   |

| #      | Naam        | Goal |
| ------ | ----------- | ---- |
| –      | Geen speler | 0    |
| Totaal | Totaal      | 0    |

## Voetnoten
SC Cambuur ·
FC Dordrecht ·
Eindhoven ·
Fortuna SC ·
Fortuna ·
De Graafschap ·
Heerenveen ·
Helmond Sport ·
Heracles ·
HVC ·
PEC Zwolle ·
Roda JC ·
SVV ·
Veendam ·
Vitesse ·
Volendam ·
De Volewijckers ·
FC VVV ·
Wageningen ·
Willem II